# 白城奈央
白城奈央（日语：白城 なお，12月30日—），日本女性配音員。出身於石川縣。RD所屬。身高158cm。A型血。

## 經歷
幼年時期通過玩傳奇系列得知配音員這項職業，並產生志願。
國中畢業後立即進入社會並就職，但是在觀看自己喜歡的動畫時，希望從配音員的表演進入世界。因此她開始尋找一個可以立即學習的地方，因此決定前往日本播音演技研究所。雖然父母並沒有反對她，但父親不贊成她一個人去東京，因此與在家人呵護下來到東京，最後順利進入了日本播音演技研究所。一方面她稱自己喜歡的配音員也是在這裡學習的。移居東京之後，她在通信制高中開始上一星期三天參加一次的課程，同時做高中報告和兼職工作。
培訓課程修完1年之後，從試鏡會中通過並成為ARTSVISION所屬。1個月後在手機遊戲中出道。出道第三年於《歡迎來到實力至上主義的教室》首次被提拔為要角。
2021年6月30日，從ARTSVISION退出，同年7月1日加入animate集團的子公司RD。

## 人物
喜歡的食物是石川縣的名產香箱蟹，也是冬天家鄉必備的食物。
擅長方言：金澤、富山。
興趣：遊戲、棒球觀戰。經常在夏天觀看職業棒球比賽並在高中棒球的應援現場中出現。國中時期壘球社所屬，防守位置是右外野手。

## 演出作品
※粗體字表示說明飾演的主要角色。

### 電視動畫
2016年
- LoveLive！Sunshine!!（女學生）
- 月歌。THE ANIMATION（女性廣播）
- 偶像活動Stars！（蕾娜）
- 灼熱的桌球娘（隼學園女子）
- 無畏魔女（秋山）

2017年
- 新撰組鎮魂歌 二分之一（日语：ちるらん 新撰組鎮魂歌）（京女）
- KiraKira☆光之美少女 A La Mode（女孩子）
- 歡迎來到實力至上主義的教室（白波千尋）
- 動畫同好會（女學生）
- 此花奇譚（巫女A〈牡丹〉、妹、少女、女高中生、猴子 等）
- 如果有妹妹就好了。（友人A）
- 魔法使的新娘（幼龍、龍）
- 十二大戰（朋友A）

2018年
- 童話魔法使（女學生）
- Butlers ～千年百年物語～（東埜日菜子、女性）
- 搖曳莊的幽奈小姐（式神）
- 梅露可物語 -無氣力少年與瓶中少女-（帕露緹希）

2019年
- 正中間的理久（日语：きんだーてれび#まんなかのりっくん@きんてれ）（久羽[8]、小孩）
- 同居人時而在腿上，時而跑到腦袋上。（男孩子、女性、女性1、老師、少年）
- 約定的夢幻島（2019年－2021年，張伯倫、伊蓓特[9]）2系列
- Re:STAGE！Dream Days♪（女學生、女孩子、偶像、稀星學園本校學生、觀眾）

2020年
- 科學超電磁砲T（藍鈴學生、少女、營運委員）
- 球詠（川口芳乃[10]）
- 噴嚏大魔王2020（工作人員）
- 這是妳與我的最後戰場，或是開創世界的聖戰（米司蜜絲·克拉斯[11]）
- 請問您今天要來點兔子嗎？BLOOM（花梨[12]）

2021年
- 工作細胞!!（血小板3）
- 暗黑企業的迷宮（羽羽斬）

2022年
- 怪人開發部的黑井津小姐（松山平氣[13]）

2024年
- 歡迎來到實力至上主義的教室 3nd Season（白波千寻）
- 這是妳與我的最後戰場，或是開創世界的聖戰 Season II（米司蜜絲·克拉斯[14]）

### 電影動畫
2019年
- 劇場版 妖怪學園Y：貓也能成為HERO嗎

### 遊戲
2015年
- 問答RPG 魔法使與黑貓維茲（特爾米德）
- 天空艦隊
- 魔女異聞錄：伊絲塔利亞傳說
- 魔物娘☆後宮（日语：モン娘☆は〜れむ）（布）

2016年
- 圓環感染爆發 code-S-（四淨青果）
- 激突！爆裂學園（琥珀麻耶）
- 幻獸契約Cryptract（日语：幻獣契約クリプトラク）（茱蒂絲[15]）
- 少女與龍 -幻獸契約Cryptract-（日语：幻獣契約クリプトラクト）（洛莉[16]）
- 武士崛起
- 戰國姬譚MURAMASA -雅-（日语：戦国姫譚MURAMASA-雅-）
- 永恆星語 ～Strada Of Chain～（小夜、伊莉絲）

2017年
- 轉轉召喚：魔法齒輪（日语：ぐるぐる召喚マジカルギア）（桂妮薇兒）
- 放逐選舉（日语：追放選挙）（姬野實乃璃[17]）
- 火焰之紋章 英雄（2017年－2020年，夏妮、芙羅利娜）
- BLUE REFLECTION 幻舞少女之劍（多谷史緒[18]）

2018年
- 天華百劍 -斬-（燭台切光忠）
- 機戰少女Alice（新谷芹菜[19]）
- 百合之夏 -民宿加賀谷-（加賀谷花[20]）
- 放置少女（日语：放置少女〜百花繚乱の萌姫たち〜）（虞姫、曹植）
- 刀使之巫女 刻印一閃的燈火（須原里香）
- 命運之子DESTINY CHILD（日语：デスティニーチャイルド）（小蒼蘭）
- 艦隊Collection -艦Colle-（Samuel B.Roberts·Johnston[21]）

2019年
- 夢幻模擬戰 手機版（雪露法妮爾）
- ω 迷宮Life（風花精靈[22]）
- AI：夢境檔案（左岸伊莉絲[23]）
- Z/X Code OverBoost（日语：Z/X Code OverBoost）（緊那羅）
- 動物朋友3（蒼鷹[24]）

2020年
- 僕姬PROJECT（龍宮院羽蘭[25]）
- 東方歸言錄[26]
- 戰鬥海賊（佩特拉）

2021年
- 閃耀幻想曲（川口芳乃）
- 黑潮：深海覺醒（戴爾（英语：USS Dale (DD-353)）、利安達（英语：HMNZS Leander））
- 企業☆女孩（［蒼癒］、［蒼騎］）
- 妖精之球（雨蛙[27]）

2022年
- 拂曉：勝利之刻（黑潮、Z16（英语：German destroyer Z16 Friedrich Eckoldt））

### 外語配音
※作品依英文名稱及英文原名排序。

#### 電影
- 永遠的北極熊（英语：Infinitely Polar Bear）
- 粗野少年族（英语：The Lost Boys）

### 廣播節目
※記號表示說明網路廣播。
- （2018年－2021年，新潟放送 等）[28]

### 電視節目
※記號表示說明網路電視。
- 白城奈央的奈央白色餐盤（Sara Shiro Shiro）！（2020年－2021年，niconico直播）※

### 有聲書
- 夜之玉蘭（2019年[29]，智惠[30]）
- 假面病棟（2020年，川崎愛美[31]）

### 其它
- 電裝 概念影片（2018年，Airy[32]）
- 未來文庫（日语：集英社みらい文庫）頻道 （2019年，明[33]）
- 電裝 概念影片Ver.2（2019年，Dita[34]）

## 音樂作品

### 角色歌曲
| 發行日期 | 標題                | 名義                                                                 | 曲名   | 商業搭配                      |
| 2020年   | 2020年              | 2020年                                                               | 2020年 | 2020年                        |
| -------- | ------------------- | -------------------------------------------------------------------- | ------ | ----------------------------- |
| 4月29日  | 百華繚亂 貳         | 燭台切光忠（白城奈央）、千子村正（前田佳織里）、鶴丸国永（本泉莉奈） | 「」   | 遊戲《天華百劍 -斬-》相關歌曲 |
| 5月27日  | Never Let You Go！/ | 新越谷高中女子野球部                                                 | 「」   | 電視動畫《球詠》片尾主題曲    |
| 5月27日  | Never Let You Go！/ | 川口芳乃（白城奈央）                                                 | 「」   | 電視動畫《球詠》相關歌曲      |
| 2021年   |                     |                                                                      |        |                               |
| 7月21日  | 百華繚亂 參         | 燭台切光忠（白城奈央）、富田江（米澤圓）、振分髪廣光（渡谷美帆）     | 「」   | 遊戲《天華百劍 -斬-》相關歌曲 |

## 腳註

## 外部連結
- RD公式官網的聲優簡介 （日語）
  - ARTSVISION所屬期間的聲優簡介，存于 （日語）
- 白城奈央的X（前Twitter） （日語）
- （日語）－WEB THE TELEVISION（日语：ザテレビジョン）
- 白城奈央 （页面存档备份，存于） （日語）－oricon
- 白城奈央 （页面存档备份，存于） （日語）－allcinema（日语：allcinema）